# أمبروف كندا
مركز أمبروف كندا التجاري مجمع تجاري في مدينة فون في مقاطعة أونتاريو. المركز يحتوي على 400 محل تجاري توفر منتجات وخدمات منزلية. صاحب المركز هو أوليغ شاختر.

## الهندسة المعمارية
أيمبروف هو أول مركز تجاري مخصص للمنتجات المنزلية في كندا.صمم المركز بأسلوب GH+A من قبل شركة الهندسة المعمارية الكندية في مونتريال. اكتمل إنشاء المشروع في عام 2013 من قبل شركة بيلروك للتصميم والبناء
يقع المركز على الطريق السريع بين شارع 407 وشارع كيلي. وهو في مكان مصنع كرون كورك.

## لمحة تاريخية
أنشى المركز السيد أوليغ شاختر لتحسين الخدمات المنزلية، بدأ بناء المركز في عام 2013 وبتكلفة قدرها 147 مليون دولار، واكتمل البناء في عام 2016. افتتح المركز في أبريل من عام 2017. المركز يحتوي على صالات عرض فيها منتجات والخدمات المنزلية تتضمن المطابخ والحمامات والإضاءة والديكور والارضيات والستائر ولوحات فنية والاثاث وأجهزة التبريد والتدفئة وغيرها.
مركز امبروف التجاري حصل على جائزة المركز الأول من مركز الرسائل الالكترونية في المعرض الوطني.